# 57e cérémonie des British Academy Film Awards
Pour la cérémonie des BAFTAs récompensant la télévision, voir la 51e cérémonie des British Academy Television Awards.
La 57e cérémonie des British Academy Film Awards, organisée par la British Academy of Film and Television Arts, s'est déroulée le 15 février 2004 et a récompensé les films sortis en 2003.

## Palmarès

### Meilleur film
- Le Seigneur des anneaux : Le Retour du roi (The Lord of the Rings: The Return of the King)
  - Retour à Cold Mountain (Cold Mountain)
  - Lost in Translation
  - Master and Commander : De l'autre côté du monde (Master and Commander: The Far Side of the World)
  - Big Fish

### Meilleur film britannique
Alexander Korda Award.
- La Mort suspendue (Touching The Void)
  - In This World
  - La Jeune Fille à la perle (Girl With A Pearl Earring)
  - Retour à Cold Mountain (Cold Mountain)
  - Love Actually

### Meilleur réalisateur
David Lean Award.
- Peter Weir pour Master and Commander : De l'autre côté du monde (Master and Commander: The Far Side of the World)
  - Tim Burton pour Big Fish
  - Peter Jackson pour Le Seigneur des anneaux : Le Retour du roi (The Lord of the Rings: The Return of the King)
  - Sofia Coppola pour Lost in Translation
  - Anthony Minghella pour Retour à Cold Mountain (Cold Mountain)

### Meilleur acteur
- Bill Murray pour le rôle de Bob Harris dans Lost in Translation
  - Jude Law pour le rôle d'Inman dans Retour à Cold Mountain  (Cold Mountain)
  - Benicio del Toro pour le rôle de Jack Jordan dans 21 Grammes (21 Grams)
  - Sean Penn pour le rôle de Jimmy Marcus dans Mystic River
  - Sean Penn pour le rôle de Paul Rivers dans 21 Grammes (21 Grams)
  - Johnny Depp pour le rôle du capitaine Jack Sparrow dans Pirates des Caraïbes : La Malédiction du Black Pearl (Pirates of the Caribbean: The Curse of the Black Pearl)

### Meilleure actrice
- Scarlett Johansson pour le rôle de Charlotte dans Lost in Translation
  - Uma Thurman pour le rôle de Beatrix Kiddo dans Kill Bill Vol. 1
  - Naomi Watts pour le rôle de Cristina Peck dans 21 Grammes (21 Grams)
  - Scarlett Johansson pour le rôle de Griet dans La Jeune Fille à la perle (Girl With A Pearl Earring)
  - Anne Reid pour le rôle de May dans The Mother

### Meilleur acteur dans un second rôle
- Bill Nighy pour le rôle de Billy Mack dans Love Actually
  - Albert Finney pour le rôle d'Ed Bloom (âgé) dans Big Fish
  - Tim Robbins pour le rôle de Dave Boyle dans Mystic River
  - Ian McKellen pour le rôle de Gandalf dans Le Seigneur des anneaux : Le Retour du roi (The Lord of the Rings: The Return of the King)
  - Paul Bettany pour le rôle du Dr Stephen Maturin dans Master and Commander : De l'autre côté du monde (Master and Commander: The Far Side of the World)

### Meilleure actrice dans un second rôle
- Renée Zellweger pour le rôle de Ruby dans Retour à Cold Mountain (Cold Mountain)
  - Holly Hunter pour le rôle de Melanie Freeland dans Thirteen
  - Laura Linney pour le rôle d'Annabeth Marcus dans Mystic River
  - Judy Parfitt pour le rôle de Maria Thins dans La Jeune Fille à la perle (Girl With A Pearl Earring)
  - Emma Thompson pour le rôle de Karen dans Love Actually

### Meilleur scénario original
- The Station Agent – Thomas McCarthy
  - Lost in Translation – Sofia Coppola
  - 21 Grammes (21 Grams) – Guillermo Arriaga
  - Le Monde de Nemo  (Finding Nemo) – Andrew Stanton, Bob Peterson, David Reynolds
  - Les Invasions barbares – Denys Arcand

### Meilleur scénario adapté
- Le Seigneur des anneaux : Le Retour du roi (The Lord of the Rings: The Return of the King) – Fran Walsh, Philippa Boyens, Peter Jackson
  - Big Fish – John August
  - La Jeune Fille à la perle (Girl With A Pearl Earring) – Olivia Hetreed
  - Mystic River – Brian Helgeland
  - Retour à Cold Mountain (Cold Mountain) – Anthony Minghella

### Meilleure direction artistique
- Master and Commander : De l'autre côté du monde (Master and Commander: The Far Side of the World) – William Sandell
  - Big Fish – Dennis Gassner
  - Retour à Cold Mountain (Cold Mountain) – Dante Ferretti
  - La Jeune Fille à la perle (Girl With A Pearl Earring) – Ben Van Os
  - Le Seigneur des anneaux : Le Retour du roi (The Lord of the Rings: The Return of the King) – Grant Major

### Meilleurs costumes
- Master and Commander : De l'autre côté du monde (Master and Commander: The Far Side of the World)
  - Retour à Cold Mountain (Cold Mountain)
  - La Jeune Fille à la perle (Girl With A Pearl Earring)
  - Le Seigneur des anneaux : Le Retour du roi (The Lord of the Rings: The Return of the King)
  - Pirates des Caraïbes : La Malédiction du Black Pearl (Pirates of the Caribbean: The Curse of the Black Pearl)

### Meilleurs maquillages et coiffures
- Pirates des Caraïbes : La Malédiction du Black Pearl (Pirates of the Caribbean: The Curse of the Black Pearl)
  - Big Fish
  - La Jeune Fille à la perle (Girl With A Pearl Earring)
  - Retour à Cold Mountain (Cold Mountain)
  - Le Seigneur des anneaux : Le Retour du roi (The Lord of the Rings: The Return of the King)

### Meilleure photographie
- Le Seigneur des anneaux : Le Retour du roi (The Lord of the Rings: The Return of the King) – Andrew Lesnie
  - Lost in Translation – Lance Acord
  - Retour à Cold Mountain (Cold Mountain) – John Seale
  - Master and Commander : De l'autre côté du monde (Master and Commander: The Far Side of the World) – Russell Boyd
  - La Jeune Fille à la perle (Girl With A Pearl Earring) – Eduardo Serra

### Meilleur montage
- Lost in Translation – Sarah Flack
  - Retour à Cold Mountain (Cold Mountain) – Walter Murch
  - 21 Grammes (21 Grams) – Stephen Mirrione
  - Le Seigneur des anneaux : Le Retour du roi (The Lord of the Rings: The Return of the King) – Jamie Selkirk
  - Kill Bill Vol. 1 – Sally Menke

### Meilleurs effets visuels
- Le Seigneur des anneaux : Le Retour du roi (The Lord of the Rings: The Return of the King)
  - Big Fish
  - Master and Commander : De l'autre côté du monde (Master and Commander: The Far Side of the World)
  - Kill Bill Vol. 1
  - Pirates des Caraïbes : La Malédiction du Black Pearl

### Meilleur son
- Master and Commander : De l'autre côté du monde (Master and Commander: The Far Side of the World)
  - Kill Bill Vol. 1
  - Pirates des Caraïbes : La Malédiction du Black Pearl (The Lord of the Rings: The Return of the King)
  - Retour à Cold Mountain (Cold Mountain)
  - Le Seigneur des anneaux : Le Retour du roi (The Lord of the Rings: The Return of the King) – Christopher Boyes, David E. Campbell, Lee Orloff, David Parker et George Watters II

### Meilleure musique de film
Anthony Asquith Award.
- Retour à Cold Mountain (Cold Mountain) – Gabriel Yared et T-Bone Burnett
  - Kill Bill Vol. 1 – The Rza
  - Lost in Translation – Kevin Shields et Brian Reitzell
  - La Jeune Fille à la perle (Girl With A Pearl Earring) – Alexandre Desplat
  - Le Seigneur des anneaux : Le Retour du roi (The Lord of the Rings: The Return of the King) – Howard Shore

### Meilleur film en langue étrangère
- In This World •  Royaume-Uni (en pachto, persan et anglais)
  - Good Bye, Lenin! •  Allemagne (en allemand)
  - Être et avoir •  France (en français)
  - Le Voyage de Chihiro (Spirited Away (千と千尋の神隠し?)) •  Japon (en japonais)
  - Les Invasions barbares •  Québec/ Canada/ France (en québécois)
  - Les Triplettes de Belleville •  France/ Québec/ Belgique  Royaume-Uni (en français et anglais)

### Meilleur court-métrage
- Brown Paper Bag – Michael Baig-Clifford
  - Talking With Angels – Yousaf Ali Khan
  - Nits – Harry Wootliff
  - Sea Monsters – Mark Walker
  - Bye Child – Bernard MacLaverty

### Meilleur court-métrage d'animation
- Jojo In The Stars – Marc Craste
  - Dear Sweet Emma – John Cernak
  - Dads Dead – Chris Shepherd
  - Nibbles – Christopher Hinton
  - Plumber – Andrew Knight

### Meilleur nouveau scénariste, réalisateur ou producteur britannique
Carl Foreman Award.
- Emily Young – Kiss of Life
  - Jenny Mayhew – To Kill A King
  - Sergio Casci – American Cousins
  - Peter Webber – La Jeune Fille à la perle (Girl With A Pearl Earring)

### Meilleure contribution au cinéma britannique
Michael Balcon Award.
- Working Title Films

### Audience Award
Ou Orange Film of the Year. Résulte d'un vote du public.
- Le Seigneur des anneaux : Le Retour du roi  (The Lord Of The Rings : The Return Of The King)

### Fellowship Awards
Prix d'honneur de la BAFTA, récompense la réussite dans les différentes formes du cinéma.
- John Boorman
- Roger Graef

## Récompenses et nominations multiples

### Nominations multiples

#### Films
13  : Retour à Cold Mountain
 12  : Le Seigneur des anneaux : Le Retour du roi
 9  : La Jeune Fille à la perle
 8  : Master and Commander : De l'autre côté du monde, Lost in Translation
 7  : Big Fish
 5  : Pirates des Caraïbes : La Malédiction du Black Pearl, 21 Grammes, Kill Bill Vol.1
 4  : Mystic River
 3  : Love Actually
 2  : In This World, Les Invasions barbares

#### Personnalités
2  : Sean Penn, Scarlett Johansson, Peter Jackson, Sofia Coppola, Anthony Minghella

### Récompenses  multiples
Légende : Nombre de récompenses/Nombre de nominations

#### Films
4 / 12  : Le Seigneur des anneaux : Le Retour du roi
 4 / 8  : Master and Commander : De l'autre côté du monde
 3 / 8  : Lost in Translation

### Les grands perdants
2 / 13  : Retour à Cold Mountain
 0 / 9  : La Jeune Fille à la perle
 0 / 7  : Big Fish
 0 / 5  : 21 Grammes, Kill Bill Vol. 1